# Xã Amity, Quận Livingston, Illinois
Xã Amity (tiếng Anh: Amity Township) là một xã thuộc quận Livingston, tiểu bang Illinois, Hoa Kỳ. Năm 2010, dân số của xã này là 866 người.